# Luanga
 (décembre 2023).
Si vous disposez d'ouvrages ou d'articles de référence ou si vous connaissez des sites web de qualité traitant du thème abordé ici, merci de compléter l'article en donnant les références utiles à sa vérifiabilité et en les liant à la section « Notes et références ».
Luanga est un village situé dans la République démocratique du Congo, tout au centre de la province du Kasai-Oriental, district de Ngandajika, territoire de Kabinda, secteur de Tshiyamba. Les ressortissants de ce village sont de la tribu Luba.
Ce village a été à son origine composé par les grandes familles suivantes : 
- Bena Mbwaya
- Bena Mutombo
- Bena Tshilombo
- Bena Tshibumba
- Bena Kabongo
- Bena Musenga